# Khamtay Siphandone
Đây là một tên người Lào; họ tên được viết theo thứ tự tên trước, họ sau: họ là Siphandone.
Khamtay Siphandone (tiếng Lào: ຄຳໄຕ ສີພັນດອນ, phiên âm: Khăm-tày Xỉ-phăn-đon; 8 tháng 2 năm 1924–2 tháng 4 năm 2025) là một chính khách và tướng lĩnh người Lào. 
Sinh ra tại Champasack, Khamtay đã theo học tại Viêng Chăn và Sài Gòn trước khi trở về Lào, tham gia tham chiến trong Chiến tranh Đông Dương. Ông được coi là một trong những người thuộc thế hệ đầu tiên của Đảng Nhân dân Cách mạng Lào, trực tiếp lãnh đạo nước này giành độc lập, xóa bỏ chế độ quân chủ và thành lập Nước Cộng hòa dân chủ nhân dân Lào năm 1975. Ông là Đại tướng Quân đội nhân dân Lào, từng giữ các chức vụ Chủ tịch Ban Chấp hành Trung ương Đảng Nhân dân Cách mạng Lào, Chủ tịch nước Cộng hòa dân chủ nhân dân Lào, Thủ tướng Chính phủ Lào trong các nhiệm kỳ công tác.
Khi qua đời vào năm 2025, Lào và Việt Nam đã tuyên bố quốc tang để tưởng niệm ông.

## Thiếu thời và những năm đầu hoạt động
Ông sinh ra trong một gia đình nông dân tại tỉnh Champasack, phía Nam Lào. Năm 1931, khi lên 7 tuổi, ông ngoại đưa Khamtay Siphandone về ở cùng và học tại Viêng Chăn trong 10 năm, sau đó tốt nghiệp trường trung học Pavie (College PAVIE) và được đi học tiếp Sài Gòn đến năm 1944 thì tốt nghiệp. Ông hành nghề điện báo ở tỉnh Phongsaly. Khi Nhật chiếm đóng Đông Dương, ông Khamtay Siphandone được gửi đến Côn Minh (Trung Quốc) rồi Ấn Độ và sau đó trở về Sài Gòn.
Đầu năm 1947, ông tham gia phong trào dân tộc Lào Issara, phong trào chống lại sự khôi phục chế độ thực dân Pháp ở Lào; cũng trong năm này ông liên hệ với Phạm Văn Đồng nhằm tìm cách để Việt Nam Dân chủ Cộng hòa và Lào phối hợp giúp đỡ nhau cùng chiến đấu chống Pháp. Trong thời gian này, Khamtay đã tìm cách đánh chiếm kho bạc tỉnh Savannakhet và cướp được 150.000 Đồng Đông Dương. Ông là một trong những cộng sự của thủ lĩnh quân cách mạng Sithon Kommadam. Giống như Kommadam, Siphandone có chí hướng chính trị là hợp tác với Việt Nam và Hồ Chí Minh. Dưới ảnh hưởng này, ông chuyển sang chủ nghĩa cộng sản. Từ năm 1950, ông là thành viên của Pathet Lào.

## Hoạt động quân sự trong chiến tranh
Cuối năm 1953, Khamtay Siphandone làm tư lệnh chiến dịch Trung Lào, thực dân Pháp bại trận và sau đó phải ký Hiệp định Geneve. Sau khi Lào độc lập khỏi Pháp, Khamtay Siphandone phản đối chế độ quân chủ. Ông là thành viên của Ủy ban quốc tế giám sát việc thực hiện các Hiệp định Genève năm 1955. Khi Đảng Nhân dân Cách mạng Lào được thành lập năm 1955, ông trở thành thành viên của đảng; năm 1956, Khamtay Siphandone trở thành Ủy viên Trung ương Đảng Nhân dân Cách mạng Lào.
Giữa những năm 1960, cuộc chiến tranh Việt Nam mở rộng sang Lào. Năm 1967, quân Pathet Lào trở thành Quân đội giải phóng nhân dân Lào, Khamtay Siphandone đảm nhận vai trò chỉ huy tối cao. Ông đã hành động trong sự hợp tác chính trị và hoạt động quân sự liên tục với quân đội của Việt Nam Dân chủ Cộng hòa. Tại Đại hội Đảng khóa II năm 1972, Khamtay Siphandone chính thức trở thành ủy viên Bộ Chính trị Trung ương Đảng Nhân dân Cách mạng Lào. Ngoài ra, ông lãnh đạo quân đội Lào thắng lợi trong các trận giao tranh với quân Hoa Kỳ, buộc Mỹ phải ký Hiệp định Viêng Chăn ngày 21 tháng 2 năm 1973 chấm dứt chiến tranh ở Lào.

## Lãnh đạo nước Lào
Cuộc chiến tranh tại Lào kết thúc năm 1975 với chiến thắng của lực lượng Cộng sản. Vào ngày 2 tháng 12 năm 1975, chế độ quân chủ bị xóa bỏ, Cộng hòa Dân chủ Nhân dân Lào được tuyên bố thành lập. Chính phủ Lào đã được lãnh đạo bởi Kaysone Phomvihane. Khamtay Siphandone, với tư cách là một thành viên lãnh đạo của Đảng và Chính phủ, đã trở thành Bộ trưởng Bộ Quốc phòng. Sau đó, Khamtay Siphandone được bổ nhiệm làm Phó Chủ tịch Hội đồng Bộ trưởng phụ trách Quốc phòng và An ninh kiêm Bộ trưởng Bộ Quốc phòng. Vào tháng 8 năm 1991, Kaysone Phomvihane kế nhiệm Souphanouvong làm Chủ tịch nước, đồng thời chức vụ Tổng Bí thư được đổi thành Chủ tịch Ban chấp hành Trung ương Đảng. Khamtay Siphandone trở thành Thủ tướng. Vào thời điểm đó, Lào đang tiến hành một cuộc cải cách kinh tế tương tự đổi mới của Việt Nam.
Kaysone Phomvihane qua đời vào tháng 11 năm 1992. Khamtay Siphandone kế nhiệm Chủ tịch Ban chấp hành Trung ương Đảng. Vào tháng 2 năm 1998, Siphandone kế nhiệm chức Chủ tịch nước thay cho Nouhak Phoumsavanh. Ông trở thành lãnh đạo cao nhất của Đảng và nhà nước Lào sau Kaysone Phomvihane.
Trong Đại hội Đảng toàn quốc khóa VIII năm 2006, ông đã xin từ chức. Choummaly Sayasone đã được bầu thay thế ông. Sau khi nghỉ hưu ông vẫn đảm nhiệm chức vụ Cố vấn Trung ương Đảng.

## Cuối đời và quốc tang
Ngày 8 tháng 2 năm 2024, ông tròn 100 tuổi, được Tổng Bí thư Đảng Cộng sản Việt Nam Nguyễn Phú Trọng và Chủ tịch nước Võ Văn Thưởng gửi điện mừng. Đại sứ Việt Nam tại Lào Nguyễn Bá Hùng gửi quà sinh nhật ông Khamtay Siphandone cho con trai ông là Sonexay.
Khamtay Siphandone qua đời lúc 10 giờ 30 phút (theo giờ Viêng Chăn), ngày 2 tháng 4 năm 2025 (tức ngày 5 tháng 3 năm Ất Tỵ) tại Viêng Chăn, thọ 101 tuổi. Tang lễ của ông được Lào tổ chức theo nghi thức Quốc tang trong 5 ngày từ 3 đến 7 tháng 4 năm 2025 tại Trung tâm Hội nghị quốc gia Lào. Việt Nam tổ chức Quốc tang cho Khamtay Siphandone trong hai ngày 4 và 5 tháng 4 năm 2025.. Ngày 3 tháng 4 năm 2025, Tổng Bí thư Đảng Cộng sản Việt Nam Tô Lâm đã dẫn đầu một đoàn đại biểu của nước này đến dự Quốc tang của Khamtay Siphandone tại Lào.
Ngoài Lào, 14 quốc gia khác cũng tuyên bố quốc tang để tưởng niệm ông: Bolivia (9 ngày) Algérie (7 ngày) Nicaragua (6 ngày), Cuba (5 ngày), Singapore (5 ngày), Cộng hòa Dân chủ Nhân dân Triều Tiên (4 ngày) Guinea Xích Đạo (3 ngày) Venezuela (3 ngày), Uruguay (2 ngày), Việt Nam (2 ngày), Namibia (2 ngày), Angola (1 ngày), và Dominica (1 ngày), Campuchia (1 ngày).

## Gia đình
Khamtay lập gia đình với Thongvanh Siphandone. Ông có con trai là Sonexay Siphandone, hiện đang giữ chức Thủ tướng Cộng hòa Dân chủ Nhân dân Lào và con gái là Viengthong Siphandone, Chánh án Tòa án nhân dân Tối cao nước này.

## Khen thưởng
- Lào:
  -  Huân chương Vàng quốc gia Lào
- Brunei:
  -  Huân chương Gia tộc Laila Utama (2004)[20]

- Cuba:
  -  Huân chương José Martí[21]

- Việt Nam:
  -  Huân chương Sao Vàng của nước Cộng hòa xã hội chủ nghĩa Việt Nam: 1993[22]

- Liên Xô:
  -  Huân chương Cờ đỏ (1984)[23]